# John G. Bryden
Pour les articles homonymes, voir Bryden.
Cet article possède un paronyme, voir John Bryden.
John G. Bryden (1937 - 2016) est un homme d'affaires, un avocat, un fonctionnaire et un ancien sénateur canadien du Nouveau-Brunswick.

## Biographie
John G. Bryden naît le 25 août 1937 à Port Elgin, au Nouveau-Brunswick.
Il est nommé sénateur sur avis de Jean Chrétien le 23 novembre 1994 et le reste jusqu'à sa retraite anticipée le 31 octobre 2009.